# Corythalia fimbriata
Corythalia fimbriata là một loài nhện trong họ Salticidae.
Loài này thuộc chi Corythalia. Corythalia fimbriata được Elizabeth Maria Gifford Peckham & George William Peckham miêu tả năm 1901.